# 绍约考佐
绍约考佐，是匈牙利包尔绍德-奥包乌伊-曾普伦州所辖的一个村。总面积30.72平方公里，总人口3481，人口密度113.3人/平方公里（2011年1月1日）。